# The Fortress (série télévisée)
Pour les articles homonymes, voir Fortress.
The Fortress (en norvégien : Festning Norge) est une série télévisée norvégienne de type thriller dramatique diffusée en France entre le 2 septembre 2024 et le 16 septembre 2024 sur la chaine Canal+. Cependant, elle a commencé à être diffusée pour la première fois en Norvège, sur la plateforme Viaplay en 2023. La série est réalisée par Cecilie Mosli et Mikkel Brænne Sandemose, et scénarisée par Linn-Jeanethe Kyed et John Kåre Råke.

## Synopsis
La série The Fortress se déroule dans un futur dystopique dans laquelle un immense mur sépare la Norvège du reste du monde. Les Norvégiens, autosuffisants, profitent d’une vie privilégiée protégés dans ce paradis nordique. Mais lorsqu’une pandémie mortelle de peste noire (Yersinia pestis) éclate, les habitants réalisent rapidement qu’ils sont prisonniers derrière le même mur qui devait les protéger.

## Distribution
- Selome Emnetu (VF : Severine Cayron) : Esther Winter
- Russell Tovey (VF : Phillipe Allard) : Charlie Oldman
- Tobias Santelmann (VF : Mark Weiss) : Grieg Amund Heyerdahl
- Rebekka Nystabakk (VF : Claire Tefnin) : Ingvild Kamfjord
- Eili Harboe (VF : Sophie Pyronnet) : Ariel Mowinkel
- Nina Yndis (VF : Valérie Muzzi) : Uma Scholl
- Preben Hodneland (VF : Steve Driesen) : Colonele Hammer
- Hallvard Holmen (VF : Emmanuel Dell'Erba) : Major
- Dominic Allburn (VF : Karime Barras) : Leo Winter

## Production
La série est produite par Synnøve Hørsdal et Ales Ree et a été tournée à Bergen, deuxième ville de Norvège

## Épisodes
1. Urgence sanitaire
2. Risque de pénurie
3. In extremis
4. Machination
5. Sous haute surveillance
6. Ouverture d'esprit
7. La révolution en marche

## Prix
La série The Fortress à reçu le prix du meilleur scénario au Festival Séries Mania de Lille en 2023.